# Ananiel
Ananiel, Anânêl (Aramaico: עננאל, Grego: Ανανθνά)é um anjo caído, o décimo quarto mencionado dentre os 20 anjos sentinelas, líderes dos 200 anjos caídos no Livro de Enoque O nome significa "a chuva do Senhor", mesmo quando o seu nome é frequentemente confundido com Hananiel. Michael Knibb acredita que seu nome seja "nuvem do Senhor".